# Мадригал (хор)
„Мадрига̀л“ е български смесен хор, специализирал в интерпретацията на ренесансова и барокова музика.
Хорът е основан през 1972 г., с диригент Стоян Кралев. Изпълнява редица произведения в областта на кантатноораториалната музика. Участва в концертни изяви в България и в чужбина, благотворителни концерти, развива звукозаписна дейност.